# Phyllobrostis daphneella
Phyllobrostis daphneella is een vlinder uit de familie sneeuwmotten (Lyonetiidae). De wetenschappelijke naam werd voor het eerst geldig gepubliceerd in 1859 door Otto Staudinger.
De soort komt voor in Europa.